# Consulat général d'Israël à Marseille
Le consulat général d'Israël à Marseille est une représentation consulaire de l'État d'Israël en France. Il est situé rue Paradis, à Marseille, en Provence-Alpes-Côte d'Azur.